# Enrico Nencioni

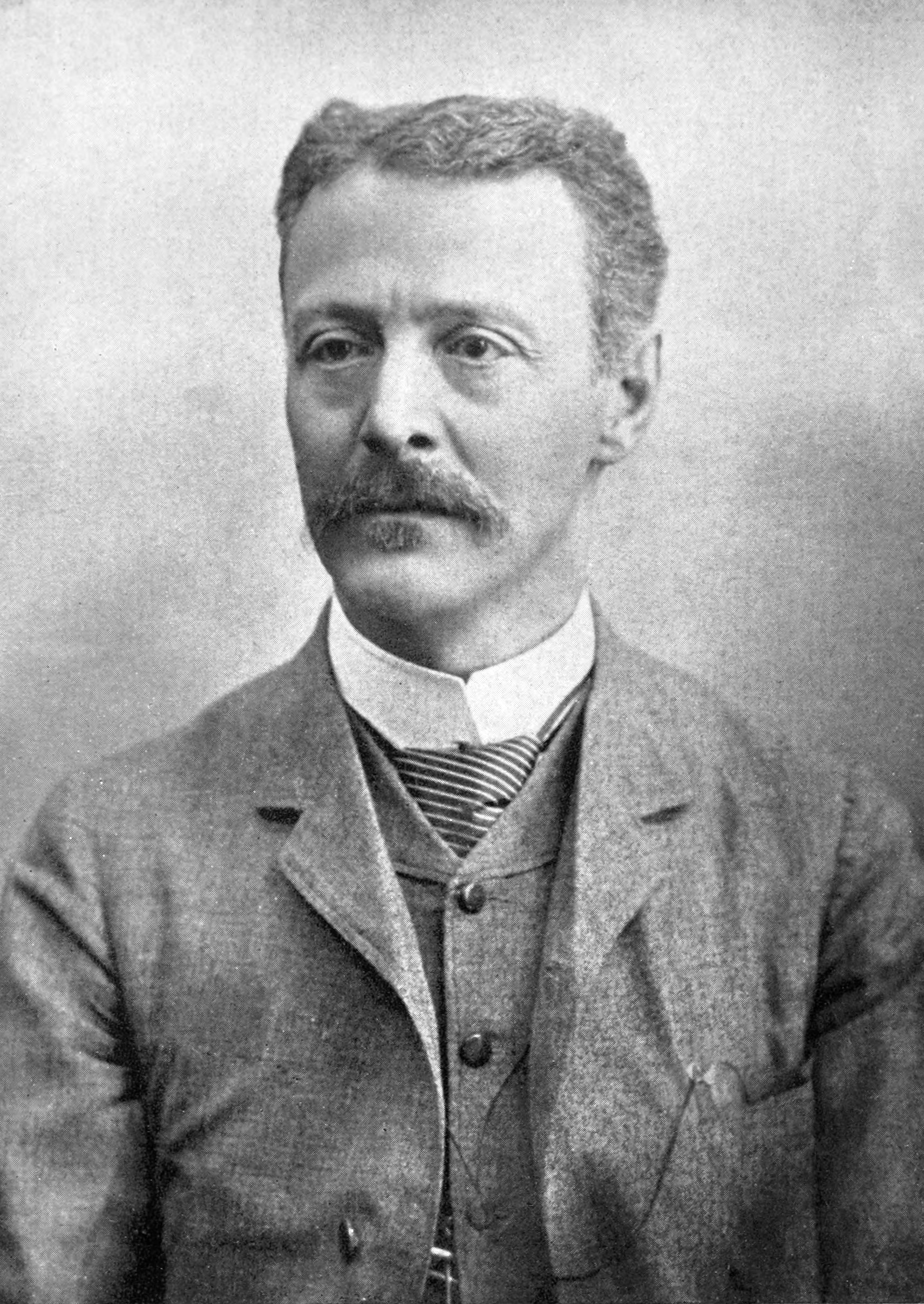
Enrico Nencioni

Enrico Giovanni Battista Nencioni (* 1. Januar 1837 in Florenz; † 25. August 1896 in Livorno) war ein italienischer Lyriker und Literaturkritiker.
Nencioni studierte an der Scuole Pie Fiorentine bei Geremia Barsottini und lernte dort Giosuè Carducci kennen, mit dem ihn wie mit Fernando Martini und Giuseppe Chiarini eine lebenslange Freundschaft verband. Siebzehnjährig wurde er Hauslehrer im Hause des Grafen Geremia Barsottini; von 1859 bis 1870 war er Hauslehrer beim Grafen Augusto de’ Gori Pannillini in Siena. 1855 debütierte er als Lyriker mit dem Gedicht In morte di Isolina Materassi-Fanelli in der Zeitschrift Lo Spettatore.
1859 lernte er den amerikanischen Bildhauer William Wetmore Story kennen, der ihn mit Robert und Elizabeth Browning sowie Walter Savage Landor bekannt machte. 1867 stellte ihn sein Freund Martini dem Direktor der Zeitschrift Nuova Antologia, Stefano Protonotari vor. Dort veröffentlichte er seine erste Literaturkritik über die Lyrik Robert Brownings, die wesentlich zu deren Verbreitung in Italien beitrug.
1870 kehrte er nach Florenz zurück und verlobte sich dort mit Tania Amerighi, die er zehn  Jahre später heiratete. 1875 übernahm er eine Hauslehrerstelle bei der Prinzessin Caramanico dei Conti d’Aquino in Neapel. 1880 holte ihn Martini zu der von ihm im Vorjahr gegründeten Zeitung Il Fanfulla della Domenica (ab 1882 La Domenica literaria) nach Rom; außerdem publizierte er in dieser Zeit auch bei La Domenica del Fracassa und La Cronica bizantina. Er verkehrte in den exklusiven Salons der Stadt, kam in Kontakt mit Persönlichkeiten wie Matilde Serao und Gabriele D’Annunzio und wurde zur Leitfigur von Vertretern der Dilettanti wie Gegé Primoli und Carlo Placci. 1883 beteiligte er sich mit einem Beitrag in der Fanfanulla an der Kontroverse um D’Annunzios Intermezzo di Rime.
Nach einem Gedichtband 1880 erschien 1883 seine Essaysammlung Medaglioni.
Auf Vermittlung Martinis erhielt Nencioni 1883 vom Minister Guido Bacelli den Lehrstuhl für italienische Literatur am Istituto di magistero, ab 1884 unterrichtete er am Collegio della Santissima Annunziata in der Villa Medici Poggio Imperiale in Florenz. Hier arbeitete er mit der Nuova Antologia zusammen und veranstaltete zwischen 1891 und 1894 in der Reihe Vita italiane Vorlesungen über Themen wie mystische Literatur, Renaissancelyrik, Torquato Tasso und „Baroquismo“.  In diese Zeit fällt seine Freundschaft mit der Dichterin Vittoria Aganoor, die er 1894 in ihrer Sommerresidenz in Basalghelle besuchte. Im Februar erschien mit der Rapsodia lirica das letzte lyrische Werk zu seinen Lebzeiten.